# Ian Vorogovskıı
Ian Vorogovskıı (in kazako Ян Вороговский?; Talǧar, 7 agosto 1996) è un calciatore kazako, difensore dell'Astana e della nazionale kazaka.

## Caratteristiche tecniche
Gioca nella posizione di terzino sinistro, tuttavia può essere impiegato in un ruolo più avanzato come esterno di centrocampo. Possiede una tecnica di gioco essenziale, sia nell'interferire con i passaggi che nel togliere palla usa interventi puliti, tra l'altro anche in fase di possesso è capace di superare l'avversario diretto nell'uno-contro-uno. Raramente si presta come finalizzatore, comunque segna calciando con il piede sinistro essendo mancino naturale.

## Carriera

### Club

#### Aq Bulaq e Sūnqar
La carriera di Vorogovskıı nel professionismo ha inizio nel 2013, vestendo la maglia dell'Aq Bulaq giocandovi per una sola stagione. In seguito si trasferisce nel club del Sūnqar nel quale vi giocherà per tutta la stagione 2014.

#### Qaısar
Nel 2015 gioca con il Qaısar Fýtbol Klýby, nel periodo in cui ha giocato con la squadra ha segnato un solo gol, il 6 giugno 2015 Vorogovskıı realizza la rete del temporaneo pareggio nella sconfitta per 2-1 contro il Atyraý. Viene espulso con due cartellini gialli nel match vinto per 2-1 contro l'Astana.

#### Qaırat e Beerschot
A partire dal 2018 gioca con il Qairat, con la quale esordisce anche nelle coppe europee, segna un gol nelle qualificazioni di Europa League con la rete del 7-1 battendo l'Engordany. Tra il 2019 e il 2021, gioca nel campionato belga con la squadra del Beerschot VA, realizza un gol sconfiggendo per 2-0 il Lommel, riesce a segnare una rete pure contro il Genk vincendo per 5-2. Ritorna poi a giocare con il Qaırat fino al 2021.

#### RWDM e Astana
Gioca nella seconda divisione belga con il RWDM vincendo il campionato, dove Vorogovskıı segna due gol, prima nella vittoria per 1-0 contro il Deinze e poi nel pareggio per 2-2 contro il Westerlo. Il 18 dicembre 2022 segna la sua ultima rete con la squadra, con il gol del 2-1 sconfiggendo il RSCA Futures. Nel 2023 torna in Kazakistan militando nell'Astana.

### Nazionale
Ha giocato con la Nazionale Under-21, il 27 marzo 2018 segna una doppietta sconfiggendo il Lussemburgo per 3-0. Viene convocato per giocare con la nazionale maggiore nel 2017.
Il 21 marzo 2019 segna il suo primo gol nella gara valida per le qualificazioni agli Europei 2020, vinta per 3-0 contro la Scozia. Riesce a segnare la sua seconda rete per il Kazakistan nella Nations League sconfiggendo la Slovacchia per 2-1. Il 26 marzo 2023 con un suo cross il proprio compagno di squadra Abat Aýımbetov segna il gol del 3-2 sconfiggendo in rimonta la Danimarca.

## Statistiche

### Cronologia presenze e reti in nazionale
| Cronologia completa delle presenze e delle reti in nazionale ― Kazakistan | Cronologia completa delle presenze e delle reti in nazionale ― Kazakistan | Cronologia completa delle presenze e delle reti in nazionale ― Kazakistan | Cronologia completa delle presenze e delle reti in nazionale ― Kazakistan | Cronologia completa delle presenze e delle reti in nazionale ― Kazakistan | Cronologia completa delle presenze e delle reti in nazionale ― Kazakistan | Cronologia completa delle presenze e delle reti in nazionale ― Kazakistan | Cronologia completa delle presenze e delle reti in nazionale ― Kazakistan |
| Data                                                                      | Città                                                                     | In casa                                                                   | Risultato                                                                 | Ospiti                                                                    | Competizione                                                              | Reti                                                                      | Note                                                                      |
| ------------------------------------------------------------------------- | ------------------------------------------------------------------------- | ------------------------------------------------------------------------- | ------------------------------------------------------------------------- | ------------------------------------------------------------------------- | ------------------------------------------------------------------------- | ------------------------------------------------------------------------- | ------------------------------------------------------------------------- |
| 10-6-2017                                                                 | Almaty                                                                    | Kazakistan                                                                | 1 – 3                                                                     | Danimarca                                                                 | Qual. Mondiali 2018                                                       | -                                                                         | 67’                                                                       |
| 5-6-2018                                                                  | Astana                                                                    | Kazakistan                                                                | 3 – 0                                                                     | Azerbaigian                                                               | Amichevole                                                                | -                                                                         | 89’                                                                       |
| 16-10-2018                                                                | Astana                                                                    | Kazakistan                                                                | 4 – 0                                                                     | Azerbaigian                                                               | UEFA Nations League 2018-2019 - 1º turno                                  | -                                                                         | 82’                                                                       |
| 21-3-2019                                                                 | Astana                                                                    | Kazakistan                                                                | 3 – 0                                                                     | Scozia                                                                    | Qual. Euro 2020                                                           | 1                                                                         |                                                                           |
| 24-3-2019                                                                 | Astana                                                                    | Kazakistan                                                                | 0 – 4                                                                     | Russia                                                                    | Qual. Euro 2020                                                           | -                                                                         | 60’                                                                       |
| 8-6-2019                                                                  | Bruxelles                                                                 | Belgio                                                                    | 3 – 0                                                                     | Kazakistan                                                                | Qual. Euro 2020                                                           | -                                                                         | 75’                                                                       |
| 11-6-2019                                                                 | Astana                                                                    | Kazakistan                                                                | 4 – 0                                                                     | San Marino                                                                | Qual. Euro 2020                                                           | -                                                                         |                                                                           |
| 6-9-2019                                                                  | Nicosia                                                                   | Cipro                                                                     | 1 – 1                                                                     | Kazakistan                                                                | Qual. Euro 2020                                                           | -                                                                         |                                                                           |
| 10-10-2019                                                                | Astana                                                                    | Kazakistan                                                                | 1 – 2                                                                     | Cipro                                                                     | Qual. Euro 2020                                                           | -                                                                         |                                                                           |
| 13-10-2019                                                                | Astana                                                                    | Kazakistan                                                                | 0 – 2                                                                     | Belgio                                                                    | Qual. Euro 2020                                                           | -                                                                         | 61’                                                                       |
| 16-11-2019                                                                | Nicosia                                                                   | San Marino                                                                | 1 – 3                                                                     | Kazakistan                                                                | Qual. Euro 2020                                                           | -                                                                         | 72’                                                                       |
| 4-9-2020                                                                  | Vilnius                                                                   | Lituania                                                                  | 0 – 2                                                                     | Kazakistan                                                                | UEFA Nations League 2020-2021 - 1º turno                                  | -                                                                         |                                                                           |
| 7-9-2020                                                                  | Almaty                                                                    | Kazakistan                                                                | 1 – 2                                                                     | Bielorussia                                                               | UEFA Nations League 2020-2021 - 1º turno                                  | -                                                                         |                                                                           |
| 11-11-2020                                                                | Podgorica                                                                 | Montenegro                                                                | 0 – 0                                                                     | Kazakistan                                                                | Amichevole                                                                | -                                                                         | 61’                                                                       |
| 15-11-2020                                                                | Scutari                                                                   | Albania                                                                   | 3 – 1                                                                     | Kazakistan                                                                | UEFA Nations League 2020-2021 - 1º turno                                  | -                                                                         |                                                                           |
| 18-11-2020                                                                | Almaty                                                                    | Kazakistan                                                                | 1 – 2                                                                     | Lituania                                                                  | UEFA Nations League 2020-2021 - 1º turno                                  | -                                                                         | 2’                                                                        |
| 28-3-2021                                                                 | Astana                                                                    | Kazakistan                                                                | 0 – 2                                                                     | Francia                                                                   | Qual. Mondiali 2022                                                       | -                                                                         | 65’                                                                       |
| 31-3-2021                                                                 | Kiev                                                                      | Ucraina                                                                   | 1 – 1                                                                     | Kazakistan                                                                | Qual. Mondiali 2022                                                       | -                                                                         | 45’ 62’                                                                   |
| 1-9-2021                                                                  | Astana                                                                    | Kazakistan                                                                | 2 – 2                                                                     | Ucraina                                                                   | Qual. Mondiali 2022                                                       | -                                                                         | 84’                                                                       |
| 4-9-2021                                                                  | Helsinki                                                                  | Finlandia                                                                 | 1 – 0                                                                     | Kazakistan                                                                | Qual. Mondiali 2022                                                       | -                                                                         |                                                                           |
| 7-9-2021                                                                  | Zenica                                                                    | Bosnia ed Erzegovina                                                      | 2 – 2                                                                     | Kazakistan                                                                | Qual. Mondiali 2022                                                       | -                                                                         | 83’                                                                       |
| 9-10-2021                                                                 | Astana                                                                    | Kazakistan                                                                | 0 – 2                                                                     | Bosnia ed Erzegovina                                                      | Qual. Mondiali 2022                                                       | -                                                                         | 78’                                                                       |
| 12-10-2021                                                                | Astana                                                                    | Kazakistan                                                                | 0 – 2                                                                     | Finlandia                                                                 | Qual. Mondiali 2022                                                       | -                                                                         | 58’ 73’                                                                   |
| 3-6-2022                                                                  | Astana                                                                    | Kazakistan                                                                | 2 – 0                                                                     | Azerbaigian                                                               | UEFA Nations League 2022-2023 - 1º turno                                  | -                                                                         |                                                                           |
| 6-6-2022                                                                  | Trnava                                                                    | Slovacchia                                                                | 0 – 1                                                                     | Kazakistan                                                                | UEFA Nations League 2022-2023 - 1º turno                                  | -                                                                         | 59’                                                                       |
| 10-6-2022                                                                 | Novi Sad                                                                  | Bielorussia                                                               | 1 – 1                                                                     | Kazakistan                                                                | UEFA Nations League 2022-2023 - 1º turno                                  | -                                                                         | 59’                                                                       |
| 13-6-2022                                                                 | Astana                                                                    | Kazakistan                                                                | 2 – 1                                                                     | Slovacchia                                                                | UEFA Nations League 2022-2023 - 1º turno                                  | 1                                                                         | 74’                                                                       |
| 22-9-2022                                                                 | Astana                                                                    | Kazakistan                                                                | 2 – 1                                                                     | Bielorussia                                                               | UEFA Nations League 2022-2023 - 1º turno                                  | -                                                                         |                                                                           |
| 25-9-2022                                                                 | Baku                                                                      | Azerbaigian                                                               | 3 – 0                                                                     | Kazakistan                                                                | UEFA Nations League 2022-2023 - 1º turno                                  | -                                                                         | 67’                                                                       |
| 23-3-2023                                                                 | Astana                                                                    | Kazakistan                                                                | 1 – 2                                                                     | Slovenia                                                                  | Qual. Euro 2024                                                           | -                                                                         |                                                                           |
| 26-3-2023                                                                 | Astana                                                                    | Kazakistan                                                                | 3 – 2                                                                     | Danimarca                                                                 | Qual. Euro 2024                                                           | -                                                                         |                                                                           |
| 16-6-2023                                                                 | Parma                                                                     | San Marino                                                                | 0 – 3                                                                     | Kazakistan                                                                | Qual. Euro 2024                                                           | 1                                                                         | 78’                                                                       |
| 19-6-2023                                                                 | Belfast                                                                   | Irlanda del Nord                                                          | 0 – 1                                                                     | Kazakistan                                                                | Qual. Euro 2024                                                           | -                                                                         |                                                                           |
| 7-9-2023                                                                  | Astana                                                                    | Kazakistan                                                                | 0 – 1                                                                     | Finlandia                                                                 | Qual. Euro 2024                                                           | -                                                                         | 82’                                                                       |
| 10-9-2023                                                                 | Astana                                                                    | Kazakistan                                                                | 1 – 0                                                                     | Irlanda del Nord                                                          | Qual. Euro 2024                                                           | -                                                                         | 46’                                                                       |
| 14-10-2023                                                                | Copenaghen                                                                | Danimarca                                                                 | 3 – 1                                                                     | Kazakistan                                                                | Qual. Euro 2024                                                           | 1                                                                         | 46’                                                                       |
| 17-10-2023                                                                | Helsinki                                                                  | Finlandia                                                                 | 1 – 2                                                                     | Kazakistan                                                                | Qual. Euro 2024                                                           | -                                                                         |                                                                           |
| 17-11-2023                                                                | Astana                                                                    | Kazakistan                                                                | 3 – 1                                                                     | San Marino                                                                | Qual. Euro 2024                                                           | -                                                                         | 61’                                                                       |
| 20-11-2023                                                                | Lubiana                                                                   | Slovenia                                                                  | 2 – 1                                                                     | Kazakistan                                                                | Qual. Euro 2024                                                           | -                                                                         | 40’                                                                       |
| 14-3-2024                                                                 | Dubai                                                                     | Turkmenistan                                                              | 0 – 2                                                                     | Kazakistan                                                                | Amichevole                                                                | -                                                                         | 46’                                                                       |
| 21-3-2024                                                                 | Atene                                                                     | Grecia                                                                    | 5 – 0                                                                     | Kazakistan                                                                | Qual. Euro 2024                                                           | -                                                                         | 17’                                                                       |
| 26-3-2024                                                                 | Lussemburgo                                                               | Lussemburgo                                                               | 2 – 1                                                                     | Kazakistan                                                                | Amichevole                                                                | -                                                                         | 67’                                                                       |
| 7-6-2024                                                                  | Erevan                                                                    | Armenia                                                                   | 2 – 1                                                                     | Kazakistan                                                                | Amichevole                                                                | -                                                                         |                                                                           |
| 11-6-2024                                                                 | Szombathely                                                               | Azerbaigian                                                               | 3 – 2                                                                     | Kazakistan                                                                | Amichevole                                                                | 1                                                                         | 64’                                                                       |
| 6-9-2024                                                                  | Almaty                                                                    | Kazakistan                                                                | 0 – 0                                                                     | Norvegia                                                                  | UEFA Nations League 2024-2025 - 1º turno                                  | -                                                                         |                                                                           |
| 9-9-2024                                                                  | Lubiana                                                                   | Slovenia                                                                  | 3 – 0                                                                     | Kazakistan                                                                | UEFA Nations League 2024-2025 - 1º turno                                  | -                                                                         |                                                                           |
| 10-10-2024                                                                | Linz                                                                      | Austria                                                                   | 4 – 0                                                                     | Kazakistan                                                                | UEFA Nations League 2024-2025 - 1º turno                                  | -                                                                         |                                                                           |
| 13-10-2024                                                                | Almaty                                                                    | Kazakistan                                                                | 0 – 1                                                                     | Slovenia                                                                  | UEFA Nations League 2024-2025 - 1º turno                                  | -                                                                         |                                                                           |
| 14-11-2024                                                                | Pavlodar                                                                  | Kazakistan                                                                | 0 – 2                                                                     | Austria                                                                   | UEFA Nations League 2024-2025 - 1º turno                                  | -                                                                         | 90+1’                                                                     |
| 17-11-2024                                                                | Oslo                                                                      | Norvegia                                                                  | 5 – 0                                                                     | Kazakistan                                                                | UEFA Nations League 2024-2025 - 1º turno                                  | -                                                                         |                                                                           |
| 19-3-2025                                                                 | Belek                                                                     | Curaçao                                                                   | 0 – 2                                                                     | Kazakistan                                                                | Amichevole                                                                | -                                                                         |                                                                           |
| 22-3-2025                                                                 | Cardiff                                                                   | Galles                                                                    | 3 – 1                                                                     | Kazakistan                                                                | Qual. Mondiali 2026                                                       | -                                                                         |                                                                           |
| 25-3-2025                                                                 | Vaduz                                                                     | Liechtenstein                                                             | 0 – 2                                                                     | Kazakistan                                                                | Qual. Mondiali 2026                                                       | -                                                                         | 72’                                                                       |
| 5-6-2025                                                                  | Barysaŭ                                                                   | Bielorussia                                                               | 4 – 1                                                                     | Kazakistan                                                                | Amichevole                                                                | -                                                                         | 46’                                                                       |
| 9-6-2025                                                                  | Astana                                                                    | Kazakistan                                                                | 0 – 1                                                                     | Macedonia del Nord                                                        | Qual. Mondiali 2026                                                       | -                                                                         |                                                                           |
| Totale                                                                    |                                                                           | Presenze                                                                  | 55                                                                        |                                                                           | Reti                                                                      | 5                                                                         |                                                                           |

## Palmarès

### Club

#### Competizioni nazionali
- Supercoppa del Kazakistan: 2

Qaýrat: 2016, 2017
- Coppa del Kazakistan: 3

Qaýrat: 2017, 2018, 2021
- Division 1B: 1

RWDM47: 2022-2023
- Liga Kubogy: 1

Astana: 2024